# Marie NDiaye

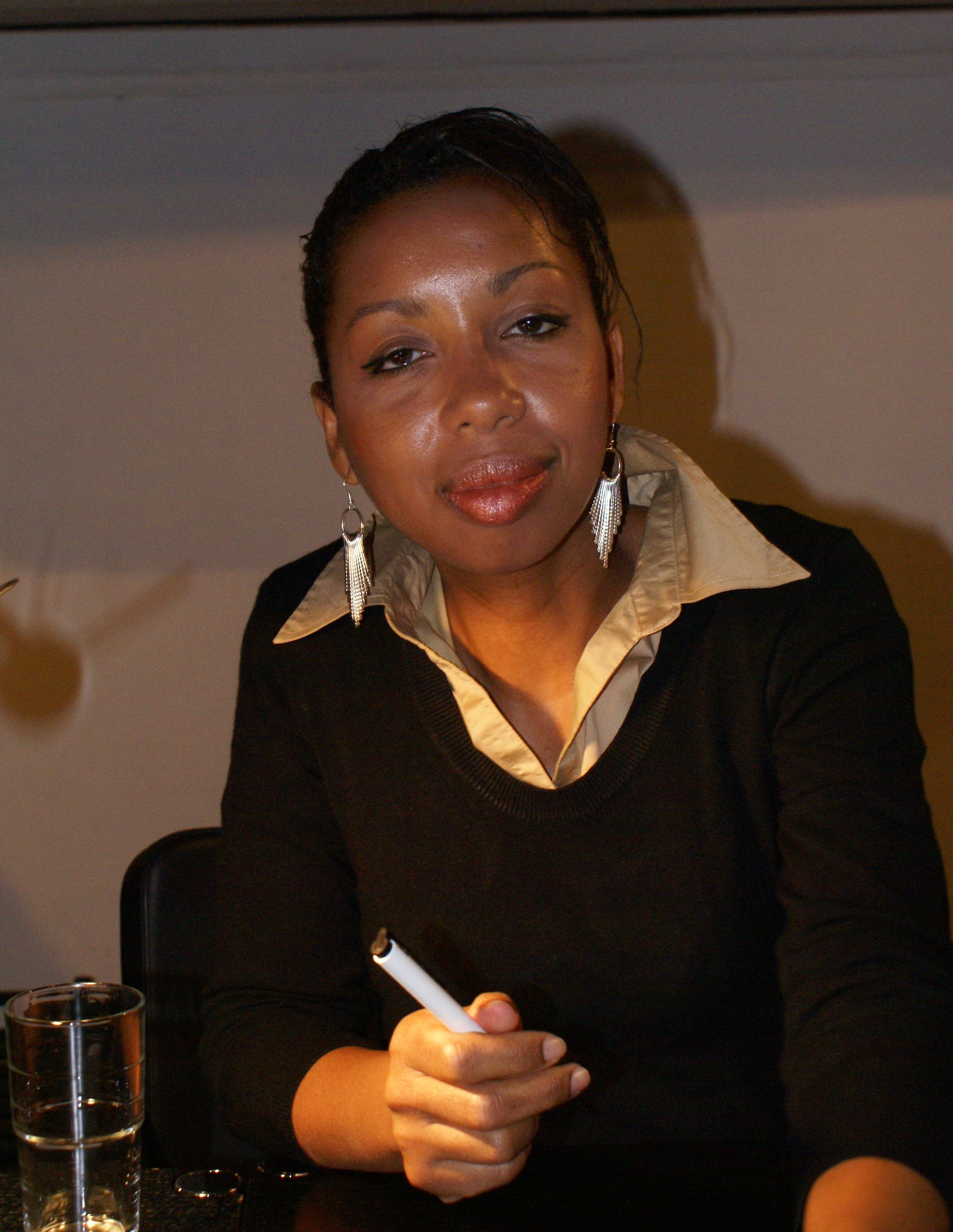
Marie NDiaye

Marie NDiaye (Pithiviers, 4 juni 1967) is een Franse schrijfster van deels Senegalese komaf.

## Levensloop
Geboren ten zuiden van Parijs in een gezin bestaande uit een Franse moeder en een Senegalese vader, bracht zij samen met haar moeder en oudere broer Pap NDiaye (een geschiedkundige alsmede deskundige van de problematiek van zwarte mensen en sinds 2022 Minister van Nationaal Onderwijs en Jeugd van Frankrijk) haar jeugd door in de buitenwijken van de Franse hoofdstad. Na reeds op haar twaalfde met schrijven te zijn begonnen, kwam haar eerste roman - Quant au riche avenir - op haar achttiende uit. Een aangevangen studie zette ze algauw aan de kant om zich volledig te kunnen toeleggen op het schrijverschap. Tussen 1985 en 2011 verschenen er van haar hand meer dan twintig werken (bestaande uit romans, novellen, toneelstukken, korte verhalen en kinderboeken).
In 2001 won Ndiaye met haar roman Rosie Carpe de Prix Femina. In 2009 kreeg zij voor Trois femmes puissantes (vertaald als Drie sterke vrouwen) de Prix Goncourt, de meest prestigieuze literaire prijs van Frankrijk. Ndiaye is de eerste zwarte vrouw die deze prijs in ontvangst heeft mogen nemen. Alhoewel het geldbedrag van de Prix Goncourt niet meer dan tien euro bedraagt, betekent het verkrijgen ervan wel een grote stimulans voor de verkoop: van Trois femmes puissantes werden 440.000 exemplaren verkocht. Ndiaye was in 2009 de meest gelezen Franse romanschrijfster.
Ndiaye is getrouwd met de schrijver Jean-Yves Cendrey en heeft jarenlang in Normandië en nadien in de streek rond Bordeaux gewoond. In 2007 verhuisde zij naar de Duitse hoofdstad Berlijn. Zes van haar boeken zijn in het Nederlands vertaald, de meeste door Jeanne Holierhoek.

## Thematiek van haar werk
Kenmerkend voor Ndiayes werk is dat underdogs doorgaans de hoofdrol spelen in haar romans. Alledaagse situaties ontwikkelen zich tot steeds beklemmender psychologische drama's, waarbij magische, bovennatuurlijke krachten vaak als katalysator fungeren. Ndiayes romankunst valt op door haar uiterst beheerste, gelaagde stijl.

## Prijzen
- 2001: Prix Femina voor Rosie Carpe
- 2009: Prix Goncourt voor Trois femmes puissantes
- 2011: Europese Literatuurprijs (uitgereikt aan de beste in het Nederlands vertaalde Europese roman van het jaar) voor Drie sterke vrouwen (vert. Jeanne Holierhoek)

## Werk

### Romans en novellen
- Quant au riche avenir - Minuit, 1985 (De jonge Z, vert. Théo Buckinx, 1985)
- Comédie classique - P.O.L., 1988
- La femme changée en bûche - Minuit, 1989
- En famille - Minuit, 1991 (Lieve familie, vert. Jeanne Holierhoek, 1994)
- Un temps de saison - Minuit, 1994 (De tijd van het jaar, vert. Jeanne Holierhoek, 1996)
- La sorcière - Minuit, 1996 (Heksenschool, vert. Jeanne Holierhoek, 1997)
- La naufragée - Flohic, 1999
- Rosie Carpe - Minuit, 2001 (bekroond met de Prix Femina 2001) (Rosie Carpe, vert. Pauline Sarkar, 2007)
- Tous mes amis, nouvelles - Minuit, 2004
- Autoportrait en vert - Mercure de France, 2005
- Mon cœur à l'étroit - Gallimard, 2007
- Trois femmes puissantes - Gallimard, 2009 (bekroond met de Prix Goncourt 2009) (Drie sterke vrouwen, vert. Jeanne Holierhoek, 2009)
- Ladivine - Gallimard, 2013 (Ladivine, vert. Jeanne Holierhoek en Nina Wielink, 2015)
- La Cheffe, roman d'une cuisinière - Gallimard, 2016
- La vengeance m'appartient - Gallimard, 2021

### Toneelstukken
- Hilda - Minuit, 1999
- Papa doit manger - Minuit, 2003 (in een eerste versie getiteld Un amour déraisonnable, 1999, Ned. Blinde liefde, 2006, vert. Katelijne de Vuyst)
- Rien d'humain - Les Solitaires Intempestifs, 2004
- Les serpents - Minuit, 2004
- Providence - in Puzzle, met echtgenoot Jean-Yves Cendrey, Gallimard, 2007 (eerste druk: Comp'Act, 2001)
- Toute vérité - in Puzzle, met echtgenoot Jean-Yves Cendrey, Gallimard, 2007.

### Kinderboeken
- La diablesse et son enfant, illustraties door Nadja - École des loisirs
- Le souhait, illustraties door Alice Charbin - École des loisirs, 2005